# Kontrolní matice
Kontrolní matice lineárního kódu C je v teorii kódování generující maticí jeho duálního kódu. Označíme-li kontrolní matici jako H, pak platí, že kódové slovo reprezentované vektorem c náleží ke kódu C právě tehdy, když HTc=0.
Řádky kontrolní matice realizují v daném kódovém slově kontrolu parity. Každý řádek představuje jistou lineární kombinaci cifer kódového slova a ta se musí rovnat nule. Například kontrolní matice
{\displaystyle H={\begin{bmatrix}0011\\1100\end{bmatrix}}}
udává, že nule se musí rovnat součet první a druhé cifry, stejně jako součet třetí a čtvrté cifry.

## Sestrojení kontrolní matice
Kontrolní matici daného kódu lze odvodit z jeho generující matice (a naopak). Je-li generující matice kódu [n, k] ve standardním tvaru
{\displaystyle G={\begin{bmatrix}I_{k}|P\end{bmatrix}},}
příslušná kontrolní matice se vypočte následovně:
{\displaystyle H={\begin{bmatrix}-P^{T}|I_{n-k}\end{bmatrix}}.}
Vzhledem k tomu, že je lineární kód definován nad konečným komutativním tělesem o velikosti q, musí být výše uvedený minusový operátor aplikován společně s operací modulo q. Z toho vyplývá, že například u binárních kódů (q = 2) není aritmetická negace vůbec zapotřebí, jelikož -1 = 1 (mod 2).
Má-li například jistý binární kód generující matici
{\displaystyle G={\begin{bmatrix}10|101\\01|110\\\end{bmatrix}},}
pak jeho kontrolní matice odpovídá
{\displaystyle H={\begin{bmatrix}11|100\\01|010\\10|001\\\end{bmatrix}}.}